# Janua karaitivensis
Janua karaitivensis är en ringmaskart som först beskrevs av Pillai 1960.  Janua karaitivensis ingår i släktet Janua och familjen Serpulidae. Inga underarter finns listade i Catalogue of Life.